# Хауи, Рона
Ро́на Ха́уи (англ. Rhona Howie; в замужестве Ро́на Ма́ртин, англ. Rhona Martin; род. 12 октября 1966, Эрвин, Айршир) — шотландская и британская кёрлингистка и тренер по кёрлингу.
Скип национальной женской сборной Великобритании на двух зимних Олимпийских играх, чемпионка зимних Олимпийских игр 2002 (её команда в 2002 году завоевала первую для Великобритании золотую медаль после Зимних Олимпийских игр 1984 года), скип национальной женской сборной Шотландии на чемпионате мира 2000 и шести чемпионатах Европы. Чемпионка Шотландии среди женщин, трёхкратная чемпионка Шотландии среди смешанных команд, чемпионка Шотландии среди юниоров.
Работает тренером сборной Шотландии.
В «классическом» кёрлинге (команда из четырёх человек одного пола) играла на позиции четвёртого. Была скипом команды.
В 2002 вместе со всей женской командой олимпийских чемпионов по кёрлингу была удостоена титула члена Ордена Британской империи (англ. MBE, Member of the Most Excellent Order of the British Empire).

## Достижения
- Зимние Олимпийские игры: золото (2002).
- Чемпионат Европы по кёрлингу: серебро (1998).
- Чемпионат Шотландии по кёрлингу среди женщин: золото (2000).
- Чемпионат Шотландии по кёрлингу среди смешанных команд: золото (1990, 1991, 1992), серебро (1994).
- Чемпионат Шотландии по кёрлингу среди юниоров: золото (1988).

- Почётный приз Всемирной федерации кёрлинга Frances Brodie Award: 2000.

## Команды
| Сезон                                          | Четвёртый         | Третий          | Второй            | Первый         | Запасной         | Тренер                      | Турниры                       |
| ---------------------------------------------- | ----------------- | --------------- | ----------------- | -------------- | ---------------- | --------------------------- | ----------------------------- |
| 1987—88                                        | Кэролин Хатчинсон | Рона Хауи       | Joan Robertson    | Тара Браун     |                  |                             | ЧШЮ 1988 · ЧМЮ 1988 (4 место) |
| 1996—97                                        | Рона Мартин       | Gail McMillan   | Фиона Бейн        | Linda McAulay  | Джеки Локхарт    | Рассел Кейллер              | ЧЕ 1996 (4 место)             |
| 1998—99                                        | Рона Мартин       | Gail McMillan   | Маири Херд        | Джанис Уотт    | Клэр Милн        | Рассел Кейллер, Peter Clark | ЧЕ 1998                       |
| 1999—00                                        | Рона Мартин       | Маргарет Мортон | Фиона Макдональд  | Джанис Уотт    | Carolyn Morris   | Рассел Кейллер, Майк Хэй    | ЧЕ 1999 (4 место)             |
| 1999—00                                        | Рона Мартин       | Маргарет Мортон | Фиона Макдональд  | Джанис Уотт    | Дебора Нокс (ЧМ) | Рассел Кейллер              | ЧШЖ 2000 · ЧМ 2000 (4 место)  |
| 2001—02                                        | Рона Мартин       | Дебора Нокс     | Фиона Макдональд  | Джанис Рэнкин  | Маргарет Мортон  | Рассел Кейллер              | ЧЕ 2001 (6 место) · ЗОИ 2002  |
| 2005—06                                        | Рона Мартин       | Келли Вуд       | Джеки Локхарт     | Линн Кэмерон   | Дебора Нокс      | Рассел Кейллер, Майк Хэй    | ЧЕ 2005 (5 место)             |
| 2005—06                                        | Рона Мартин       | Джеки Локхарт   | Келли Вуд         | Линн Кэмерон   | Дебора Нокс      | Рассел Кейллер              | ЗОИ 2006 (5 место)            |
| 2006—07                                        | Рона Мартин       | Дебби Нокс      | Клэр Милн         | Линн Кэмерон   | Jacqui Byers     |                             | ЧЕ 2006 (4 место)             |
| Кёрлинг среди смешанных команд (mixed curling) |                   |                 |                   |                |                  |                             |                               |
| 1989—90                                        | Робин Грей        | Рона Хауи       | Уорвик Смит       | Karen Thompson |                  |                             | ЧШСК 1990                     |
| 1990—91                                        | Робин Грей        | Рона Мартин     | Robert Wilson     | Joan Wilson    |                  |                             | ЧШСК 1991                     |
| 1991—92                                        | Робин Грей        | Рона Мартин     | Robert Wilson     | Joan Wilson    |                  |                             | ЧШСК 1992                     |
| 1993—94                                        | Робин Грей        | Рона Мартин     | Crawford Hastings | Linda MacAulay |                  |                             | ЧШСК 1994                     |

(скипы выделены полужирным шрифтом)

## Результаты как тренера национальных сборных
| Год  | Турнир                                       | Сборная             | Место |
| ---- | -------------------------------------------- | ------------------- | ----- |
| 2008 | Чемпионат мира по кёрлингу среди женщин 2008 | Шотландия (женщины) | 10    |
| 2012 | Чемпионат Европы по кёрлингу 2012            | Шотландия (женщины) | 2     |